# Trebecco
Trebecco is een plaats (frazione) in de Italiaanse gemeente Alta Val Tidone.